# Desaparició de Santiago Maldonado
La desaparició de Santiago Maldonado es refereix al cas de la desaparició de Santiago Andrés Maldonado l'1 d'agost de 2017, investigat en les causes 8232/2017 i 8233/2017 de la justícia federal argentina, víctima d'una presumpta desaparició forçada en el marc de la repressió d'una protesta que va incloure talls de ruta, realitzada per la comunitat maputxe Pu Lof en Resistència de Cushamen, situat a la província argentina del Chubut. La repressió va ser duta a terme per la Gendarmería Nacional, una força de seguretat que opera en l'àmbit del Ministeri de Seguretat del Poder Executiu.
El president de l'Argentina Mauricio Macri, el Cap de Gabinet de Ministres Marcos Peña, la ministra de Seguretat Patricia Bullrich i altres alts funcionaris del govern nacional van ser denunciats per la Lliga Argentina pels Drets de l'Home «per la figura penal típica de desaparició forçada de persones en concurs amb encobriment i violació dels deures de funcionari públic i abús d'autoritat», segons diu textualment l'objecte de la denúncia. El 18 d'octubre de 2017 la fiscal de la causa va informar que des de diversos dies enrere, un dels gendarmes que va actuar en l'operatiu repressiu havia quedat en situació d'imputat.
La desaparició de Santiago Maldonado va motivar una resolució del Comitè contra les Desaparicions Forçades de les Nacions Unides perquè l'Estat argentí adopti «una estratègia integral i exhaustiva per a la cerca i localització» i una mesura cautelar de la Comissió Interamericana de Drets Humans (CIDH) amb la finalitat de protegir els seus drets a la vida i integritat personal.
El 18 d'octubre de 2017 va ser trobat el seu cadàver prop del punt en el qual es va denunciar la seva desaparició. Santiago Maldonado havia nascut el 25 de juliol de 1989 en la localitat de 25 de Mayo, a la província de Buenos Aires, i va romandre desaparegut durant 78 dies.

## Antecedents
Des de la conquesta europea, els pobles indígenes han considerat il·legítima l'ocupació de les seves terres ancestrals. Durant el segle xix i part del segle xx, l'Estat argentí no va reconèixer la personalitat jurídica dels pobles indígenes, ni drets sobre aquestes terres. Tampoc eren censats com a tals, a excepció del Cens Indígena ordenat el 1965 pel president Arturo Illia. Entre 1989 i 1992 s'enforteixen en tota Amèrica Llatina diversos moviments de reivindicació indígena, tenint com a fita la denúncia del 5è centenari del viatge de Colon i contraposant a la «celebració», els Cinc-cents anys de resistència indígena. El 1994 l'Estat argentí va modificar considerablement la seva postura i va reconèixer per primera vegada els drets indígenes en reformar la Constitució Nacional el 1994 (art. 75, incís 17), entre ells «la possessió i propietat comunitària de les terres que tradicionalment ocupen», prohibint seva alienació:
| «                                                  | (castellà) Reconocer la preexistencia étnica y cultural de los pueblos indígenas argentinos. Garantizar el respeto a su identidad y el derecho a una educación bilingüe e intercultural; reconocer la personería jurídica de sus comunidades, y la posesión y propiedad comunitaria de las tierras que tradicionalmente ocupan; y regular la entrega de otras aptas y suficientes para el desarrollo humano; ninguna de ellas será enajenable, transmisible ni susceptible de gravámenes o embargos. Asegurar su participación en la gestión referida a sus recursos naturales y a los demás intereses que los afecten. Las provincias pueden ejercer concurrentemente estas atribuciones. | (català) Reconèixer la preexistència ètnica i cultural dels pobles indígenes argentins. Garantir el respecte a la seva identitat i el dret a una educació bilingüe i intercultural; reconèixer la personalitat jurídica de les seves comunitats, i la possessió i propietat comunitària de les terres que tradicionalment ocupen; i regular el lliurament d'altres aptes i suficients per al desenvolupament humà; cap d'elles serà alienable, transmissible ni susceptible de gravamens o embargaments. Assegurar la seva participació en la gestió referida als seus recursos naturals i als altres interessos que els afectin. Les províncies poden exercir concurrentment aquestes atribucions. | » |
| — Constitució argentina de 1994, art. 75, incís 17 | | |   |

El marc normatiu dels drets indígenes es va completar amb la ratificació del Conveni Nº 169 sobre Pobles Indígenes i Tribals de l'Organització Internacional del Treball (OIT) per la llei 24.071 (2000), la inclusió en el Cens Nacional a partir del 2004, la Declaració de les Nacions Unides sobre els Drets dels Pobles Indígenes (2007) i el nou Codi Civil i Comercial (2015), regulant la propietat indígena de la terra. A partir de llavors les comunitats indígenes que habiten en l'Argentina, van començar a organitzar-se per fer efectius els seus nous drets constitucionals.
El conflicte desencadenat al voltant de les terres ancestrals indígenes, està estretament vinculat als interessos econòmics relacionats amb la megamineria (especialment a la zona de la serralada dels Andes) i l'explotació dels jaciments petrolífers. El 2006 es va sancionar la Llei d'emergència territorial Indígena Nº 26.160, que va suspendre els desallotjaments de terres indígenes per tal de realitzar el rellevament cadastral de les terres ancestrals, pas previ per a formalitzar els títols de propietat comunitària.
El conflicte es va aguditzar el 2017 a causa de la perspectiva de venciment del termini de suspensió dels desallotjaments el 23 de novembre de 2017, tot i que només s'havia completat el rellevament cadastral en un 30% (459 de les 1532 comunitats indígenes identificades). Entre les províncies que no havien finalitzat el rellevament, es troben les províncies de Neuquén, Rio Negro i Santa Cruz. Organitzacions indígenes, de drets humans i partits polítics havien reclamat la pròrroga de la llei, per evitar que el conflicte territorial ingressès en una situació de descontrol. Pressionat per la demora en completar el rellevament dels territoris indígenes, el Congrés va començar al setembre de 2017 a tractar una nova pròrroga de la Llei 26.094, aquest cop fins al juny del 2020.

### El poble maputxe

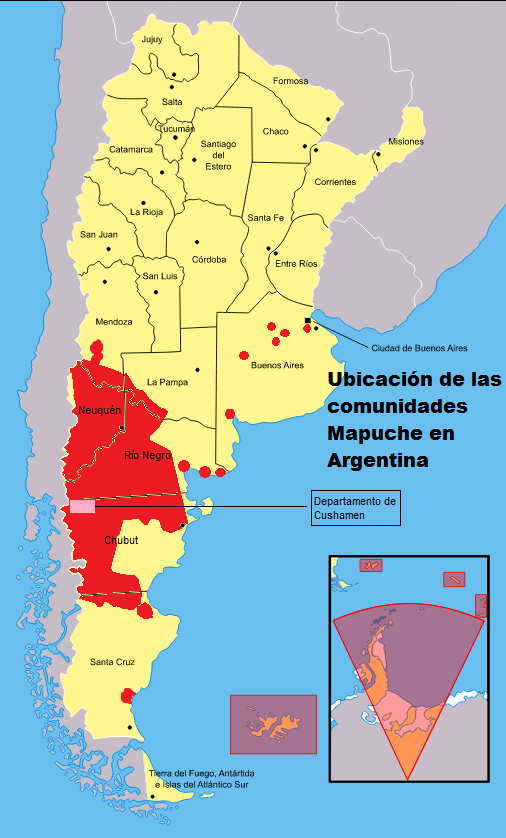
Mapa de l'àrea en què hi ha comunitats maputxes a l'Argentina. Font: diari La Nación a partir de dades del Ministeri de Justícia i Drets Humans de l'Argentina, 2017

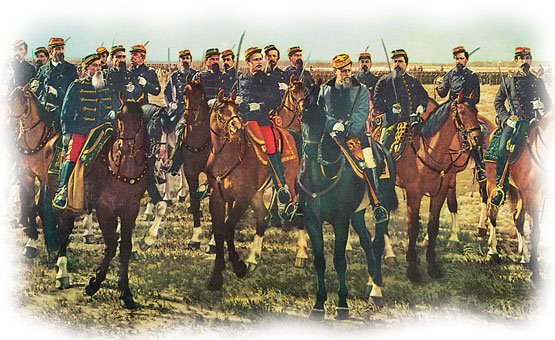
La Conquesta del Desert, quadre de Juan Manuel Blanes

El poble maputxe va enfrontar històricament els intents de conquesta de les terres en què habitava per part de l'Imperi Espanyol primer, i de l'Argentina i Xile, a partir de la seva independència al començament del segle xix. A la segona meitat del segle xix, ambdós països van dur endavant sengles guerres contra el poble maputxe, mitjançant les que van ocupar les terres fins llavors controlades pels maputxes. Aquestes guerres són conegudes com la «Conquesta del Desert» a Argentina, i la «Pacificació de l'Araucania» a Xile.
Les comunitats maputxes contemporànies han reivindicat la propietat ancestral sobre diferents territoris que històricament van pertànyer als seus avantpassats, tant en l'Argentina com a Xile.
A Argentina, els seus majors èxits es van assolir a la província del Neuquén, on els van ser reconeguts nombrosos territoris («reserves»), la majoria d'ells en l'àrea del Camí dels Set Llacs.
En canvi, a les veïnes províncies de Río Negro i Chubut, el reconeixement dels seus drets sobre les terres ha estat menor, donant lloc a una sèrie de conflictes de baixa intensitat, orientats a que els estats nacional i provincial reconeguin els seus drets territorials constitucionals, especialment sobre àrees ocupades per parcs nacionals i grans latifundis.

### Benetton i la comunitat Pu Lof en Resistencia de Cushamen
En Chubut, gran part dels reclams maputxes es van orientar contra les propietats rurals del Grup Benetton. Benetton és propietària d'una mica més de 900.000 ha a tot l'Argentina, un terç de les quals estan ubicades a Chubut, i opera a la regió sota el nom de «Compañía de Tierras Sud Argentina SA» (CTSA) amb centre en l'estància «Leleque» (180.000 ha), situada en el Departament de Cushamen, al nord-oest de la província. Allà es van desenvolupar els fets que van portar a la desaparició de Santiago Maldonado.

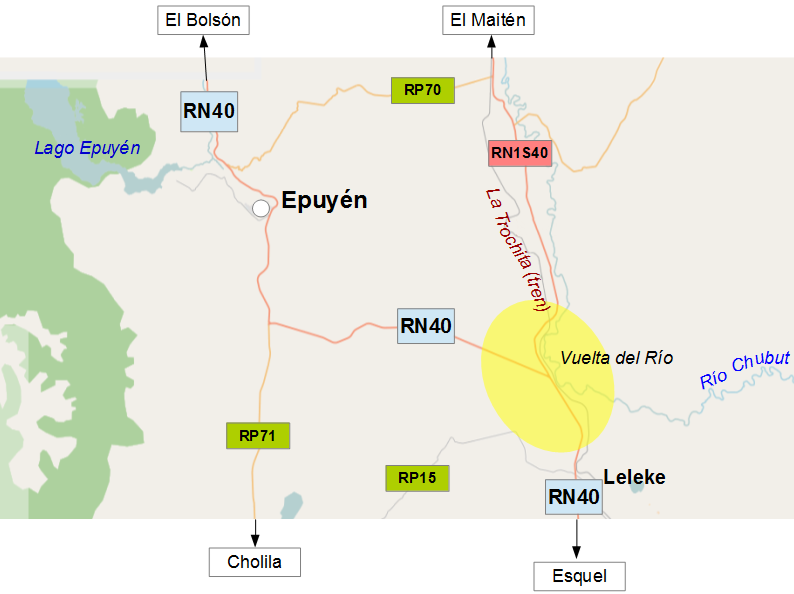
En groc l'àrea en què se situa la comunitat Pu Lof en Resistència de Cushamen dins de l'estància Leleque, de propietat (disputada) del Grup Benetton

El Grup Benetton es va instal·lar a la regió al començament de la dècada del 1990. El 2006, l'empresa va reconèixer parcialment els drets constitucionals del poble maputxe sobre les seves terres i va oferir lliurar a la província de Chubut 7500 hectàrees a la zona d'Esquel, per tal que les mateixes fossin lliurades en règim de territoris ancestrals a les diverses comunitats. El govern provincial va ordenar fer estudis tècnics sobre la proposta, que van concloure que es tractava de terres improductives, inadequades per atendre el reclam maputxe.
El 13 de març de 2015 una comunitat maputxe, pertanyent al Movimiento Mapuche Autónomo del Puel Mapu (MAP), va instal·lar un «lof» (comunitat) anomenat Pu Lof en Resistència dins de l'estància Leleque, al predi situat en el paratge Vuelta del Río, sobre la Ruta Nacional 40, i la vora del curs superior del riu Chubut, entre Cholila i Esquel.
El 2016, el dirigent indígena Facundo Jones Huala es va integrar a la comunitat maputxe instal·lada a Cushamen. Huala havia estat objecte de l'atenció de la premsa nacional el 2013, en ser detingut a Xile, acusat de violació a la llei de control d'armes i ingrés il·legal al país. El 27 de maig de 2016, Huala va ser detingut al lof de Cushamen, com a conseqüència d'una petició d'extradició a Xile per ser jutjat pels fets de 2013, i una ordre de detenció lliurada per la justícia argentina per la seva presumpta participació en l'incendi d'un refugi proper a la ciutat de Bariloche, sent alliberat tres mesos després.
A la fi de juny de 2016 efectius del Grup Especial d'Operacions Policials (GEOP), la Guàrdia d'Infanteria de la Policía Provincial i la Unitat d'Abigeato van irrompre violentament en els terrenys ocupats per la comunitat Pu Lof en Resistència, presumptament a la recerca de bestiar pertanyent a Benetton. Després del procediment, que va deixar diversos ferits entre els membres de la comunitat i set detinguts, es van recuperar 242 cartutxos corresponents a la varietat coneguda com a «anti-motins».

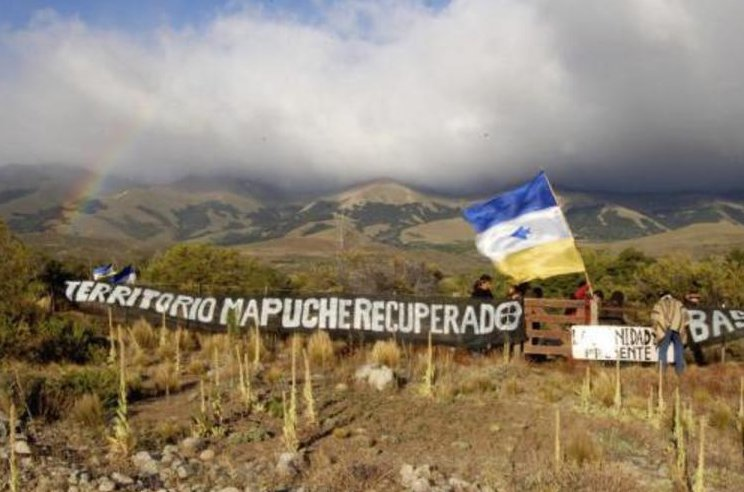
Pu Lof en Resistència, ocupant terres reclamades com a ancestrals, comprades pel Grup Benetton

Al setembre de 2016, membres del lof van bloquejar el pas del tren turístic conegut com La Trochita, i des de llavors es van repetir els talls de rutes, especialment sobre la vella ruta nacional 40 (RN1S40). La resposta del govern nacional va ser enviar successius grups d'agents de la Gendarmeria Nacional, que es van apostar repetidament en les rodalies del campament maputxe.
Al desembre de 2016 la Cambra Federal d'Apel·lacions de Comodoro Rivadavia va rebutjar un habeas corpus preventiu, presentat pel grup maputxe, davant la possibilitat que es realitzés un operatiu repressiu en contra seva per part de la Gendarmeria Nacional.
Un mes després, els dies 10 i 11 de gener de 2017, la comunitat de Cushamen va patir un violent atac realitzat per forces de Gendarmeria Nacional i la Policia de la Província del Chubut. Les forces de seguretat van disparar contra els indígenes presents, entre els quals es trobaven dones i nens, van destruir els seus habitatges i van detenir a uns quants dels seus integrants.
La repressió va generar un escàndol d'abast nacional i els membres del lof van denunciar que el govern provincial els qualificava de «terroristes» i «perillosos», i que el desallotjament (prohibit per la Llei 26.160) havia estat informalment demanat pel Grup Benetton. El governador Mario Das Neves va rebutjar aquestes imputacions i va culpar de la repressió al jutge federal d'Esquel, Guido Otranto. Des de llavors, el control de les activitats de la comunitat va quedar exclusivament en mans de la Gendarmeria Nacional, mentre que la Policia Provincial es va mantenir al marge.
El 28 de juny de 2017 va tornar a ser detingut Facundo Jones Huala, generant una successió de protestes i marxes en reclam de la seva llibertat. El 31 de juliol de 2017, organitzacions maputxe i de drets humans van realitzar un tall de carrer davant del Jutjat Federal de Bariloche per demanar l'alliberament de Facundo Jones Huala. Els manifestants van ser reprimits per la Gendarmeria Nacional, que va detenir a diverses persones. El mateix dia el governador de Chubut, Mario Das Neves, va demanar la destitució del jutge Guido Otranto, per haver alliberat a Jones Huala a l'agost de l'any anterior, recolzat pel cap de Gabinet del Ministeri de Seguretat de la Nació Pablo Noceti.
La matinada de l'endemà es produiria la violació de la comunitat Pu Lof en Resistència de Cushamen i la desaparició de Santiago Maldonado a l'interior de la mateixa.

## Els fets denunciats

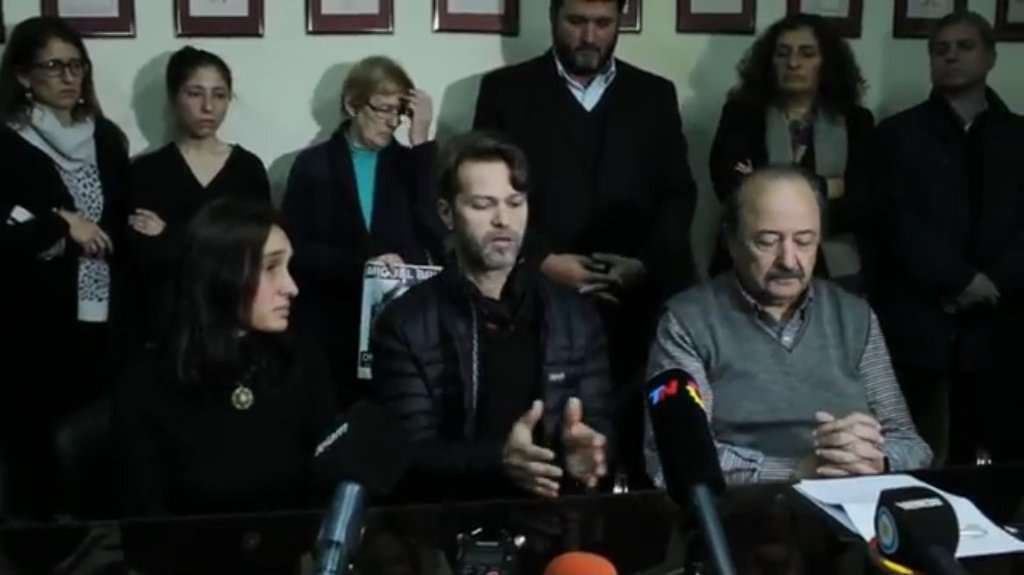
Conferència de premsa denunciant la desaparició forçada de Santiago Maldonado, realitzada per la Comissió Provincial de la Memòria de Chubut, Germán Maldonado (centre), germà de Santiago, i altres organitzacions de drets humans, el 4 d'agost de 2017

El 1r d'agost de 2017, prop del migdia, la Gendarmeria Nacional va irrompre per la força a la comunitat Pu Lof en Resistència de Cushamen, sense que intervingués ordre judicial. Les forces de seguretat van trencar la tanca amb un camió hidrant, i van ingressar al predi una quantitat indeterminada de gendarmes armats. Els agents van procedir a reprimir els habitants amb trets de bales de goma i perdigons de plom segons els denunciants, cremant elements pertanyents a la comunitat. Alguns dels que es trobaven al campament van fugir cap a riu Chubut (ubicat a 350 metres de la tanca d'entrada) i cap a un bosc proper al campament.
Els denunciants van assenyalar que allí es trobava el jove Santiago Maldonado, un autoestopista procedent de la localitat de 25 de Mayo, qui davant la repressió, va fugir cap a la vegetació i es va amagar abans d'arribar al riu Chubut, per no saber nedar. Testimonis gravats per la Fiscalia a la zona dels fets, van relatar que «entre els tirs i les agressions, un segon més tard el van perdre de vista i senten que un gendarme crida "En tenim un!", i després apropen una camioneta de la Gendarmeria, obren les portes del darrere i entre diversos efectius envolten les portes perquè no es pugui veure». La denúncia sosté que Maldonado va ser capturat i pujat a un vehicle pertanyent a les forces de seguretat.
Aquest mateix dia, un periodista d'Esquel, Ricardo Alejandro Bustos, va publicar la notícia que Maldonado havia estat detingut per la Gendarmeria al Pu Lof de Cushamen i el va posar a disposició del poder judicial.

## La víctima
Santiago Andrés Maldonado era un artesà i tatuador nascut el 25 de juliol de 1989, a la ciutat de 25 de Mayo de la província de Buenos Aires (Argentina). Uns mesos abans de la seva desaparició s'havia instal·lat a El Bolsón, província de Río Negro, a uns 70 km del lof on es va denunciar la seva desaparició. Maldonado va donar suport a les comunitats indígenes en el seu reclam per la propietat de les terres.
La família de l'artesà va afirmar que el jove «mai va tenir militància política. Perquè no creia en la política. Ell té compromís social.» i que no és membre del grup conegut com a Resistència Ancestral Mapuche (RAM). Les persones properes a ell han qualificat les seves idees d'anarquistes, indigenistes, humanistes i solidàries; el seu germà Sergio va declarar a la premsa que Santiago «es definia com a anarquista».
Maldonado també es va dedicar a la pintura, sent autor de diverses pintures murals realitzades al seu poble natal.

## La qüestió jurisdiccional
La principal escena del crim es troba dins d'una comunitat indígena (Pu Lof en Resistència de Cushamen), protegida per les normes constitucionals i internacionals que garanteixen els seus drets a la lliure determinació, autonomia i a la consulta prèvia de les autoritats estatals. Aquesta circumstància va generar problemes de tipus jurisdiccional amb les diferents forces policials dels estats nacional i provincial, i amb les autoritats judicials que intervenen en el cas.
A més a l'empresa multinacional Benetton, reivindica la propietat sobre el territori en el qual està assentada la Pu Lof en Resistència de Cushamen, desconeix els drets reclamats pels indígenes considerant-los «usurpadors» i manté un tens conflicte amb la comunitat indígena. Així mateix, dins d'aquesta última empresa i molt a prop de la comunitat indígena es troba instal·lat un destacament oficial de la policia provincial i s'ha denunciat que també es troba instal·lat un destacament irregular de Gendarmeria Nacional, en el nucli de l'estància de l'empresa.

## La investigació judicial
El primer funcionari judicial a prendre intervenció va ser el defensor oficial d'Esquel, Jorge Fernando Quintana, qui va rebre l'avís de l'Assemblea Permanent pels Drets Humans que estava desenvolupant-se un procediment repressiu en la comunitat maputxe de Cushamen. El mateix 1 d'agost a la tarda, Quintana es va fer present al lof maputxe, on va ser informat de la detenció d'una persona per agents de Gendarmeria Nacional. Quintana va inspeccionar el lloc, va rebre testimonis i va prendre fotografies de les petjades de vehicles que es trobaven al lloc on els testimonis assenyalaven que s'havia produït la detenció. L'endemà, va procedir a sol·licitar una petició de parador a la policia provincial i un habeas corpus davant del jutge federal d'Esquel, Guido Otranto. Poc després els familiars de Santiago Maldonado es van presentar com a part querellant en la investigació penal.
La desaparició va formar dues causes: 8232/2017 sobre desaparició (després reanomenada desaparició forçada) i 8233/2017 sobre habeas corpus.
L'acció pública va quedar sota la direcció de la Fiscalia Federal d'Esquel, mentre que el defensor oficial designat va ser Fernando Machado. La causa judicial va quedar a càrrec del jutge Otranto, qui va delegar la investigació en la fiscal federal Silvina Àvila.
El jutge va intimar al govern nacional a informar si aquesta força havia detingut a Maldonado l'1 d'agost i quines mesures havia adoptat per investigar la desaparició. La Gendarmeria va contestar la intimació negant haver detingut a Maldonado i sense informar si hi havia pres mesures tendents a investigar la sort del militant desaparegut. L'ONG ambientalista Naturaleza de Derechos (Natura de Drets), es va fer present al lloc dels fets i va documentar mitjançant vídeos i fotografies les petjades físiques de la repressió (trets d'armes de foc, presència de nens, destrucció d'habitatges, empremtes de automotors, actuació de la Gendarmeria Nacional), aportant-a l'expedient judicial i les causes internacionals obertes.
La causa iniciada com a «esbrinament de delicte» va ser reanomenada el 24 d'agost com a «desaparició forçada de persona». El delicte de desaparició forçada està tipificat (detallat legalment) a l'Argentina en l'article 142 ter del Codi Penal, de la manera:
| «                    | (castellà) Artículo 142 ter: Se impondrá prisión de DIEZ (10) a VEINTICINCO (25) años e inhabilitación absoluta y perpetua para el ejercicio de cualquier función pública y para tareas de seguridad privada, al funcionario público o a la persona o miembro de un grupo de personas que, actuando con la autorización, el apoyo o la aquiescencia del Estado, de cualquier forma, privare de la libertad a una o más personas, cuando este accionar fuera seguido de la falta de información o de la negativa a reconocer dicha privación de libertad o de informar sobre el paradero de la persona. | (català) Article 142 ter: S'imposarà presó de DEU (10) a VINT-I-CINC (25) anys i inhabilitació absoluta i perpètua per a l'exercici de qualsevol funció pública i per a tasques de seguretat privada, al funcionari públic o la persona o membre d'un grup de persones que, actuant amb l'autorització, el suport o l'aquiescència de l'Estat, de qualsevol forma, privi de la llibertat a una o més persones, quan aquest accionar fora seguit de la manca d'informació o de la negativa a reconèixer aquesta privació de llibertat o d'informar sobre el parador de la persona. | » |
| — Codi Penal argentí | | |   |

Durant les primeres setmanes després de conegut el fet, el govern argentí va negar tota relació amb la detenció de Santiago Maldonado, tant a través de la ministra de Seguretat, Patricia Bullrich, com del mateix president, Mauricio Macri, i va sostenir que no hi ha indicis que puguin vincular a la Gendarmeria Nacional amb el fet. Després de les primeres setmanes el govern va continuar negant estar relacionat amb una eventual detenció il·legal de Maldonado. Des d'un inici, la investigació judicial va incloure la hipòtesi de la vinculació de membres de Gendarmeria Nacional i les indagacions es van dirigir en aquest sentit.

### El primer rastreig
El 5 d'agost, quatre dies després de la desaparició, el jutge de la causa va ordenar a la Prefectura Nacional realitzar un rastreig amb ajuda de gossos en el lloc en què es va denunciar la desaparició de Santiago Maldonado, dins del Pu Lof en Resistència de Cushamen. El registre es va realitzar des de la zona en què els denunciants van indicar que el jove va ser vist per última vegada, fins a 400 metres aigües avall del riu Chubut. El comunicat judicial va informar que els gossos van localitzar un rastre potencialment pertanyent a Maldonado, que va ser seguit fins a la riba del riu i que la força policial va intentar examinar també l'altra riba, acció que no va ser autoritzada per les autoritats de la comunitat indígena. El defensor oficial, Fernando Machado, va desmentir l'informe del jutjat, tant sobre el fet que les autoritats indígenes no haguessin autoritzat el rastreig, com sobre el fet que no s'hagués examinat l'altra riba.
Textualment el defensor oficial va informar:
| «                                    | (castellà) Hay aspectos que por ahí se malinterpretan, porque es cierto que hay un orden judicial pero también es cierto que hay aspectos de naturaleza cultural de la comunidad mapuche que a veces son necesarios consensuar. Esto no constituye, o no es una negativa, porque en ningún momento la comunidad se negó. Es cierto que no se aceptó la participación de drones, pero una vez que se consensuó sobre aspectos culturales y sobre el objetivo jurisdiccional, y siempre concentrados en la búsqueda de Santiago, se llegó al punto de poder hacer el rastrillaje con el perro, y a su vez que Prefectura recorriera ambas márgenes del río... El objetivo es encontrar a Santiago y encontrarlo con vida. Creo que Santiago sí estuvo ahí. El recorrido del perro fue muy claro, muy concreto y contundente porque no titubeó en ningún momento. Y por otro lado el personal de Prefectura Naval Argentina dijo que es muy difícil que Santiago se hubiese podido ahogar ahí. Es un lugar de muchos palos, con una profundidad de un 1,30 o 1,40 en la parte más profunda, con poca corriente. Y si hubiese habido un deceso de esa naturaleza lo más probable es que el cuerpo estuviera a los pocos metros o en la orilla porque hay muchísimos palos. | (català) Hi ha aspectes que per aquí es malinterpreten, perquè és cert que hi ha un ordre judicial però també és cert que hi ha aspectes de naturalesa cultural de la comunitat maputxe que de vegades són necessaris consensuar. Això no constitueix, o no és una negativa, perquè en cap moment la comunitat es va negar. És cert que no es va acceptar la participació de vehicles aeris no tripulats, però una vegada que es va consensuar sobre aspectes culturals i sobre l'objectiu jurisdiccional, i sempre concentrats en la recerca de Santiago, es va arribar al punt de poder fer el rastreig amb el gos, i al seu torn que la Prefectura recorregués ambdues marges del riu ... l'objectiu és trobar a Santiago i trobar-lo amb vida. Crec que Santiago sí va estar aquí. El recorregut del gos va ser molt clar, molt concret i contundent perquè no va dubtar en cap moment. I d'altra banda el personal de Prefectura Naval Argentina va dir que és molt difícil que Santiago s'hagués pogut ofegar aquí. És un lloc de molts pals, amb una profunditat d'uns 1,30 o 1,40 metres en la part més profunda, amb poc corrent. I si hi hagués hagut un decés d'aquesta naturalesa el més probable és que el cos estigués als pocs metres de la riba perquè hi ha moltíssims pals. | » |
| — Fernando Machado, defensor oficial | | |   |

### La inspecció de vehicles
El 6 d'agost van ser peritades els vehicles de la Gendarmeria Nacional utilitzats en l'operatiu repressiu. El comunicat del jutjat va informar que els mateixos havien quedat «resguardats». Però el defensor oficial va donar una versió diferent, informant que els vehicles haurien estat rentats i que la faixa d'una de les camionetes peritades estava trencada. El 16 d'agost, la ministra Patricia Bullrich també va sostenir en la seva declaració davant la Cambra de Senadors que les proves havien estat «protegides», però un mes després, un alt funcionari del ministeri de Seguretat va reconèixer que els vehicles havien estat rentats en compliment dels reglaments interns de la força.

### El segon rastreig
El 16 d'agost, el jutge Otranto va ordenar realitzar un nou rastreig a la zona on els denunciants van dir que havia desaparegut Santiago Maldonado. En la recerca hi va ser present el jutge i van actuar més de 150 agents, principalment de la Policia Federal i de la Prefectura Naval, equipats amb gossos, vehicles aeris no tripulats, i un helicòpter. El rastreig va ser comunicat a la família i altres denunciants en el moment mateix en què el jutge va sortir del jutjat per iniciar-lo, i va ser realitzat en l'àrea de terreny pertanyent a la comunitat maputxe, aconseguint la vora del riu Chubut en dos punts.
Durant el mateix els gossos van trobar robes i un collaret que, per la seva olor, podrien pertànyer al jove desaparegut. El collaret va ser trobat a la vora del riu, a pocs metres on els testimonis maputxes van dir que Maldonado havia estat colpejat per agents de la Gendarmeria Nacional. El diari Clarín va titular en aquesta oportunitat, recolzat en la informació que li van aportar funcionaris del Ministeri de Seguretat, que el «rastreig va fer dubtar de la versió dels testimonis», enfortint la versió del govern que Maldonado podria no haver estat present en aquest lloc el dia 1 d'agost. En direcció oposada, el diari Página/12 va titular que la troballa del collaret «apuntava a la Gendarmeria».

### La declaració de Matías Santana
El 5 de setembre de 2017, va declarar com a testimoni Matías Santana, membre de la comunitat Pu Lof en Resistència de Cushamen i una de les persones que van ser perseguides per la Gendarmeria Nacional dins del predi maputxe. Santana ha afirmat que va aconseguir escapar de la Gendarmeria creuant el riu Chubut i que des de l'altre costat va veure com «un embalum negre amb un abric celeste» era colpejat per efectius de la Gendarmeria, els qui després semblen introduir-lo en un vehicle. Santana ja havia declarat fora de la causa, sense revelar la seva identitat, davant funcionaris de la Procuradoria de Violència Institucional (Procuvin), que van gravar la seva declaració i la van presentar immediatament al jutge de la causa. El testimoni textual de Santana davant del jutge va ser el següent:
| « | (castellà) Habían tres efectivos de Gendarmería que estaban golpeando un bulto negro con una campera celeste. Esa campera es la que yo le presto a Santiago esa mañana cuando decidimos cambiarnos la ropa... Con unos binoculares logró observar que sale un Unimog desde la comunidad hacia la ruta 40. Estaciona una camioneta blanca perteneciente a Gendarmería. Hacen una pantalla, descienden el mismo bulto que yo vi que estaban golpeando, lo introducen en la camioneta y sale rumbo a Esquel. | (català) Hi havia tres efectius de Gendarmeria que estaven colpejant un embalum negre amb un abric celeste. Aquest abric és el que jo li vaig prestar a Santiago aquell matí quan vam decidir canviar-nos la roba ... Amb uns binocles va aconseguir observar que en surt un Unimog des de la comunitat cap a la ruta 40. Estaciona una camioneta blanca pertanyent a Gendarmeria. Fan una pantalla, baixen el mateix embalum que jo vaig veure que estaven colpejant, l'introdueixen a la camioneta i surt rumb a Esquel. | » |

Altres testimonis membres del lof maputxe, també van declarar davant del jutge, que Santiago Maldonado es trobava en el lloc quan es va iniciar la repressió i que la Gendarmeria Nacional havia realitzat rastreigs dins del predi.

### El tercer rastreig
El 8 de setembre, el jutge Otranto va ordenar realitzar un tercer rastreig a la zona on els denunciants van dir que havia desaparegut Santiago Maldonado. Van actuar més de 200 agents, principalment de la Policia Federal i la Prefectura Naval, utilitzant-se en aquesta oportunitat bussos. El rastreig va ser realitzat principalment en l'àrea riu Chubut, aigües amunt i avall des de la comunitat maputxe on els testimonis van dir haver vist a Santiago Maldonado per última vegada, però sense ingressar a la mateixa. L'objectiu de l'operatiu era examinar acuradament el riu i els seus marges. Així mateix un helicòpter i un vehicle aeri no tripulat van seguir el curs del riu, filmant tota l'àrea. El resultat va ser negatiu i no es van registrar troballes.

### La declaració interna del gendarme Robledo
El 12 de setembre de 2017, el Ministeri de Seguretat va incorporar a l'expedient tres testimonis de gendarmes realitzats en el sumari intern disposat pel mateix ministeri. Els informes van ser qualificats pel govern i la premsa d'«importants» i «claus» per a resoldre el cas.
Aquest mateix dia, el govern va fer transcendir informalment que un gendarme va confessar haver colpejat amb una pedra a una de les persones que es trobaven dins de la comunitat maputxe durant l'operatiu de l'1 d'agost. Segons els mitjans de comunicació que van donar a conèixer el transcendit, el gendarme hauria sigut Neri Armando Robledo i la declaració s'hauria realitzat l'11 de setembre, en l'àmbit intern de la Gendarmeria Nacional. Robledo no havia estat esmentat en els informes anteriors realitzats pel Ministeri de Seguretat, entre els set gendarmes que es trobaven en les rodalies del riu Chubut.
El diari Clarín va tenir accés al testimoni complet del gendarme Robledo i va publicar el mateix. Robledo va declarar que la pedra que va llançar era «una mica petita», que la va llançar a una persona que estava creuant el riu Chubut nedant i que va impactar a l'esquena. Segons el testimoni de Robledo, la persona colpejada va acabar de travessar el riu i el va insultar des de l'altre costat. Va aclarir també que en aquest moment l'home a qui va colpejar no es trobava encaputxat, perquè havia perdut la caputxa al riu, però que no es recordava de cap característica física del mateix, llevat que era una «persona robusta, d'uns dos metres de alt», que vestia «pantalons llargs». Robledo va contar també que després de l'operatiu va informar als seus camarades que havia llançat pedres a les persones que estaven tallant la ruta i que en tot moment va estar acompanyat pel sergent Carlos Pelozo, qui va presenciar tot el fet i va ser qui li va fer saber que la pedra havia impactat sobre l'esquena de l'home que estava creuant el riu.
El testimoni del gendarme Robledo es va contradir amb la declaració del cap de la Gendarmeria de El Bolsón, qui el dia anterior havia assegurat que «mai hi va haver contacte amb els manifestants».
En ser citat a declarar davant el jutge de la causa l'endemà (13 de setembre de 2017), el sergent Carlos Pelozo va negar haver vist que Robledo hagués llançat una pedra a alguna persona, segons va informar a la premsa Gonzalo Cané, secretari de Cooperació amb els Poders Judicials Legislatius, ministeris Públics i Legislatures del Ministeri de Seguretat de la Nació. Altres tres gendarmes van declarar també com a testimonis davant del jutge aquest mateix dia, afirmant que no havien vist a Robledo llançant pedres, ni s'havien assabentat que ho hagués fet.

### Els testimonis dels gendarmes que van actuar
El 14 de setembre van declarar com a testimonis davant del jutge, quatre gendarmes pertanyents a l'Esquadró 36, que van actuar en l'operatiu de l'1 d'agost, durant el qual «presumptament» va desaparèixer Santiago Maldonado. Els gendarmes van informar que deu minuts abans que s'iniciés l'operatiu, es va retirar del lloc el cap de l'esquadró, el comandant Fabián Méndez, quedant l'operatiu a càrrec del segon en el comandament, el comandant Pablo Escola. Els testimonis van declarar que tres integrants del grup de maputxes que perseguien van aconseguir travessar el riu i que van rebre l'ordre de «buscar manifestants» a la vora del riu Chubut, romanent en el lof fins a les 18.00 hores.

### L'entrevista al jutge del diariLa Nación
El 17 de setembre de 2017, el diari La Nación va publicar una entrevista exclusiva al jutge de la causa, Guido Otranto, a través de la qual va anunciar quines eren les seves conviccions sobre la desaparició de Santiago Maldonado. En l'entrevista, el jutge Otranto va anunciar:
- que considerava provada la presència de Santiago Maldonado al lof maputxe quan va començar la repressió realitzada per la Gendarmeria Nacional;
- que el moment crucial dels fets va ser quan els gendarmes van arribar al riu;
- que la hipòtesi més raonable era que Santiago Maldonado s'hagués ofegat al riu Chubut;
- que no hi havia elements que permetessin pensar que va ser capturat per la Gendarmeria Nacional;
- que no hi havia elements que permetessin sostenir que estigués ferit de gravetat per un tret a curta distància o una pedra;
- que no creia que la desaparició del jove s'hagués produït per un excés d'algun membre de la Gendarmeria;
- que no hi havia contradiccions d'importància en les declaracions dels gendarmes que van actuar en la repressió i que era molt poc probable que s'haguessin posat d'acord en el relat dels fets;
- que havia «inconsistències que li resten credibilitat» a la declaració de Matías Santana, que va dir haver vist la detenció de Santiago Maldonado;
- que l'opinió pública no arribava «a comprendre en la seva total dimensió quin és el problema que estem tenint amb aquesta comunitat (la maputxe): és extremadament violenta».

### El quart rastreig
El 18 de setembre, el jutge Otranto va ordenar realitzar un quart rastreig amb gossos, helicòpters, vehicles aeris no tripulats i bussos, que va rastrejar tot el territori de la comunitat maputxe Pu Lof en Resistència de Cushamen, així com el riu Chubut aigües amunt i avall. L'operatiu va rastrejar el lloc on un mes després es trobaria un cadàver. Es va tractar d'una de les violacions més grans de la història argentina, participant uns 370 agents. Va incloure també la violació dels habitatges de les famílies maputxe que habiten la comunitat, la detenció d'una de les seves integrants a casa seva, i la identificació obligatòria de tots els seus membres mitjançant les seves empremtes digitals. Dins dels habitatges maputxes, les forces de seguretat van segrestar telèfons mòbils, una motxilla amb la presumpció que podria pertànyer a Santiago Maldonado i altres elements. El jutge no va permetre que estiguessin presents els familiars de Santiago Maldonado, la seva advocada, ni els organismes de drets humans o socials que són part en la causa.
L'operatiu va ser qüestionat pels querellants i les organitzacions de drets humans, a causa del caràcter violent que va adquirir contra la comunitat maputxe i l'actitud parcial del jutge. El testimoni principal del cas, el maputxe Matías Santana, va denunciar que el jutge va ordenar mantenir subjectes amb precintes als habitants de la comunitat durant tot l'operatiu, sent objecte de maltractaments, cops i amenaces. En aquesta oportunitat, el germà del jove desaparegut va criticar al jutge per impedir la presència dels familiars i va declarar que «la meva por és que llencin aquí al meu germà».

### La recerca en Villa Mercedes
El 19 de setembre, es va complir l'ordre del jutge Otranto d'escorcollar una perruqueria a la localitat de Vila Mercedes, província de San Luis, a causa que la propietària del local va denunciar que deu dies abans havia tallat els cabells a una persona molt semblant a Santiago Maldonado. El fet va cridar la seva atenció, tant per la seva semblança com per tractar-se d'una perruqueria de dones.

### La remoció del jutge
El 14 de setembre de 2017, els familiars de Santiago Maldonado van recusar al jutge Guido Otranto, acusant de parcialitat a favor del govern nacional, lentitud i falta de serietat. Cinc dies després el Centre d'Estudis Legals i Socials (CELS) també va recusar al jutge Otranto per prejutjament, a causa de l'entrevista concedida en exclusivitat al diari La Nació, en la qual va sostenir que ell pensava que Santiago Maldonado s'havia ofegat.
El 22 de setembre, La Cambra Federal d'Apel·lacions de Comodoro Rivadavia va acceptar les recusacions del jutge Otranto, removent-lo i nomenant en el seu lloc a Gustavo Lleral, titular del jutjat federal de Rawson, perquè es faci càrrec de les dues causes en què s'investiga la desaparició de Santiago Maldonado, encomanant a més que es dediqui a les mateixes amb exclusivitat.

### La denúncia de la Lliga Argentina pels Drets de l'Home per desaparició forçada, encobriment i altres delictes contra funcionaris
El 29 d'agost, la Lliga Argentina pels Drets de l'Home, representada per Graciela Rosenblum i José Schulman, amb el patrocini jurídic dels lletrats Eduardo Barcesat i Jorge Cholvis de l'Institut Sampay en representació del col·lectiu d'advocats que va assessorar a la Lliga en la presentació de la denúncia, va denunciar com a presumptes autors dels delictes de «desaparició forçada de persones», «encobriment», «violació dels deures de funcionari públic» i «abús d'autoritat», en el cas de la desaparició de Santiago Maldonado, al president de la Nació, Mauricio Macri, al cap de Gabinet de Ministres, Marcos Peña, a la ministra de Seguretat, Patricia Bullrich, a la cúpula de la Gendarmeria i a altres alts càrrecs.
La denúncia va recaure per sorteig al Jutjat Federal nº 6, a càrrec del jutge federal Rodolfo Canicoba Corral i el fiscal Federico Delgado. L'11 de setembre, el jutge Canicoba Corral es va inhibir a favor del jutge federal d'Esquel, a qui li corresponia la jurisdicció dels fets denunciats, per estimar que no havia de delimitar la denúncia per encobriment de la causa principal per la desaparició forçada i que el presumpte delicte havia de ser investigat en el mateix lloc en què es va cometre. Aquesta decisió va ser apel·lada pel fiscal Delgado davant la Cambra Federal, doncs sostenia:
| « | (castellà) Una pregunta es qué pasó con Santiago Maldonado; otra pregunta es qué hizo y qué dejó de hacer el estado en ejercicio de sus responsabilidades propias. El «encubrimiento» en esta instancia preliminar del proceso no es una calificación definitiva de los hechos (que en rigor se desconocen) es un significante, una pregunta: qué hicieron o dejaron de hacer las autoridades respecto a la desaparición de Santiago Maldonado, para luego examinar si esas acciones y/u omisiones podrían constituir algún delito. | (català) Una pregunta és què va passar amb Santiago Maldonado; una altra pregunta és què va fer i què va deixar de fer l'estat en exercici de les seves responsabilitats pròpies. L'«encobriment» en aquesta instància preliminar del procés no és una qualificació definitiva dels fets (que en rigor es desconeixen) és un significant, una pregunta: què van fer o van deixar de fer les autoritats respecte a la desaparició de Santiago Maldonado, per després examinar si aquestes accions i / o omissions podrien constituir algun delicte. | » |

Segons el fiscal de primera instància, «ni la desaparició forçada és un fet ni l'encobriment és un fet, són preguntes que haurien d'analitzar per separat». Després de la recusació i apartament del cas del jutge federal d'Esquel, la postura del fiscal Delgado va ser avalada pel fiscal Germán Moldes davant la Cambra Federal, que va resoldre el 10 d'octubre.

### El cinquè rastreig i el descobriment d'un cadàver
El 17 d'octubre, el nou jutge de la causa, Gustavo Lleral, va ordenar un rastreig, amb bussos de la Prefectura Nacional i gossos del Sistema Nacional de Bombers Voluntaris, de la zona on va ser denunciada la desaparició de Santiago Maldonado. El jutge va ser acompanyat per totes les parts actuants en l'expedient, va actuar amb el consens previ de la comunitat maputxe que habita el territori, va donar l'ordre que no participés en el rastreig cap agent de la Gendarmeria Nacional, i que el personal que realitzés la recerca no tingués armes.
Prop del migdia, els bussos van trobar el cadàver d'un home al riu Chubut, a escassos metres del lloc on els denunciants van afirmar que Santiago Maldonado va ser vist per última vegada. El cos trobat tenia la vestimenta del jove desaparegut i el seu document d'identitat, però el jutge, la fiscal i la família van formular declaracions públiques informant que per poder realitzar-se una identificació precisa calia esperar que es realitzessin els estudis tècnics de rigor, per als quals es va disposar que el cos fos portat a Buenos Aires. Entre els especialistes convocats per a dur a terme els estudis identificadors, el jutge va convocar l'Equip Argentí d'Antropologia Forense (EAAF), de prestigi mundial arran de la seva tasca d'identificació de restes de persones detingudes-desaparegudes.

### El gendarme imputat
El 18 d'octubre de 2017, la fiscal del cas, Silvina Àvila, va emetre un comunicat donant a conèixer que el gendarme Emmanuel Echazú havia sigut imputat per la desaparició forçosa de Santiago Maldonado. Echazú és un gendarme amb el grau de sub-alférez que va participar de l'operatiu repressiu durant el qual va desaparèixer Santiago Maldonado. Echazú va ser ferit a la cara durant l'operatiu i va declarar com a testimoni que la ferida es va deure a un cop de pedra que va rebre abans d'ingressar a la comunitat Pu Lof en Resistència de Cushamen, on va desaparèixer Santiago Maldonado. No obstant això van sorgir dubtes en la investigació sobre la veracitat de la declaració d'Echazú, quedant en situació d'imputat. Les sospites sobre Echazú també es relacionen amb la revelació que va tornar a la seva base a les 5:30 del matí de l'endemà, gairebé dotze hores després de finalitzar l'operatiu repressiu del qual va desaparèixer Maldonado.

### L'autòpsia i els exàmens
El cos trobat al riu Chubut va ser traslladat a Buenos Aires perquè l'autòpsia fos realitzada pel Cos Mèdic Forense de la Cort Suprema, amb l'assistència en garantia de l'Equip Argentí d'Antropologia Forense, seguint les recomanacions del Protocol de Minnesota, elaborat per l'Alt Comissionat de les Nacions Unides per als Drets Humans.

## Les causes internacionals

### Davant de les Nacions Unides

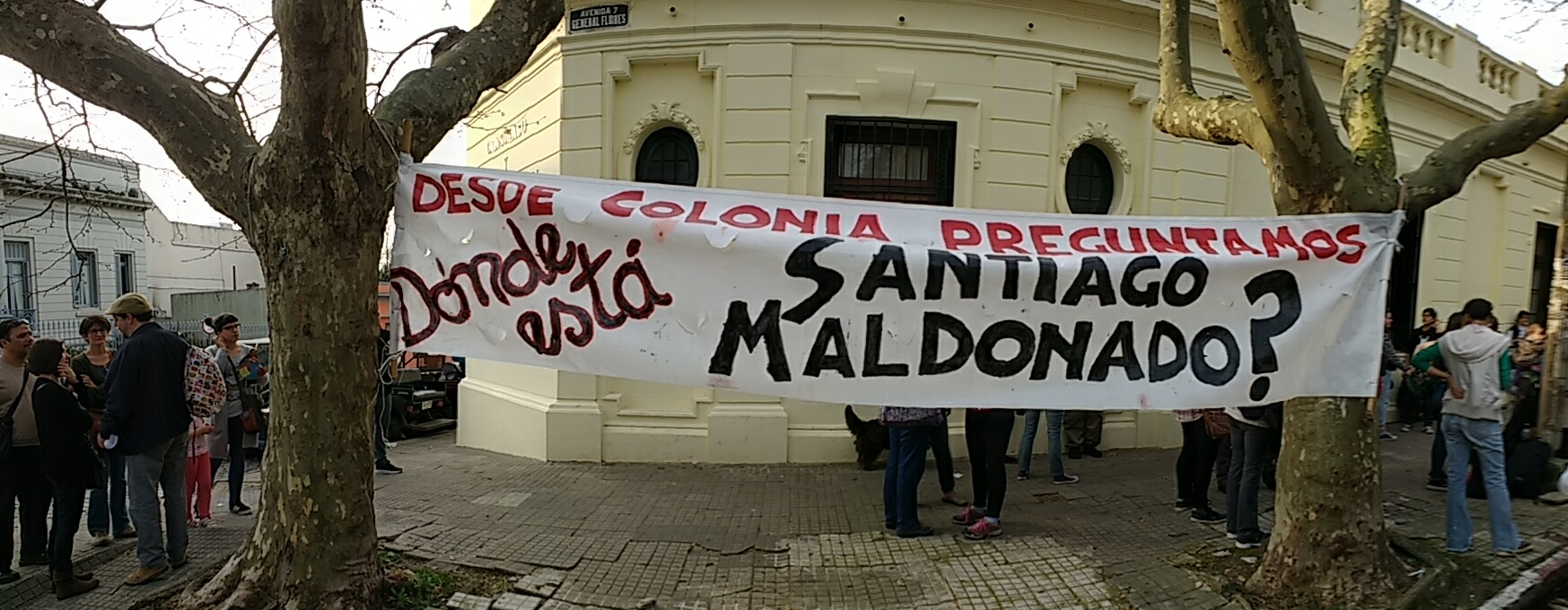
Manifestació a Colònia del Sacramento (Uruguai), reclamant l'aparició amb vida de Santiago Maldonado

El govern argentí presidit per Mauricio Macri va ser demandat davant el Comitè contra les Desaparicions Forçades de les Nacions Unides perquè prengués mesures per trobar a Santiago Maldonado. El 7 d'agost, el Comitè va expressar la seva «preocupació per la integritat física i psicològica del jove» i va requerir a l'Estat argentí que adoptés «una estratègia integral i exhaustiva per a la recerca i localització», prenent «totes les mesures urgents que siguin necessàries per buscar-lo i localitzar-lo, tenint en compte les dades proporcionades pels membres de la comunitat maputxe Pu Lof en Resistència presents durant l'acció repressiva».
L'organisme de les Nacions Unides també va exigir que «la Gendarmeria Nacional Argentina s'abstingui de participar en la recerca i investigació de la desaparició» i que el govern argentí protegeixi les proves que permetin identificar els responsables. El mateix dia, el Ministeri de Seguretat de la Nació va oferir una recompensa per a qui «sense haver intervingut en el fet delictual, ofereixin dades útils que serveixin per trobar el parador».
Dos mesos després del seu primer requeriment, el Comitè contra les Desaparicions Forçades va enviar una comunicació al govern argentí reclamant «aclarir de forma prioritària» la participació de la Gendarmeria Nacional en els fets, expressant que «el Comitè segueix altament preocupat perquè la sort i el parador del senyor Santiago Maldonado encara no han sigut aclarits i la informació disponible reflecteix falta d'avenços en les investigacions».

### Davant la Comissió Interamericana de Drets Humans
El 7 d'agost de 2017, diverses organitzacions van iniciar una causa davant la Comissió Interamericana de Drets Humans (CIDH) de l'Organització dels Estats Americans (OEA) per tal que dicti una mesura cautelar en el cas de la desaparició de Santiago Maldonado. Els denunciants van ser: Red de Derechos Humanos, Zona Norte, l'Asociación Permanente por los Derechos Humanos, la Sección Formación Federación Nacional Docentes, Investigadores y Creadores Universal, M.A.R. 29 de mayo FUBA, Desvío La Raíz, la Confederación Latinoamericana y del Caribe de Trabajadores Estatales, l'Espacio de Lucha Territorial Río Bravo, Naturaleza de Derechos, la Red de Médicos de Pueblos Fumigados, la Unidad Popular Florencio Vareta Provincia de Buenos Aires, l'Asamblea No a la Entrega de la Costa Quilmes Avellaneda, l'Asociación Docentes de la Universidad Nacional del Litoral, la Cátedra Soberanía Alimentaria, Nutrición Universidad de Buenos Aires, l'organització Las Floras Libertarias, l'Organización de Comunidades de Pueblos Originarios, i el Sindicato de Docentes de la Provincia de Buenos Aires.
L'Estat argentí va realitzar dos descàrrecs els dies 14 i 15 d'agost. El govern argentí va sostenir:
- que la CIDH no era competent per intervenir en el conflicte, a causa que ja s'havia iniciat un tràmit semblant davant el Comitè contra la Desaparició Forçada de l'ONU;
- que les mesures institucionals i judicials adoptades permeten verificar una ràpida i adequada resposta estatal a la desaparició de Maldonado;
- que no corresponia dictar cap mesura cautelar en el cas de la desaparició de Santiago Maldonado.[113]

En aquesta oportunitat, l'Estat argentí va aportar informació detallada sobre la causa, però el seu contingut no va ser informat per la CIDH causa de la seva naturalesa confidencial. El 29 d'agost, el diari Clarín va publicar part de l'informe confidencial presentat pel govern nacional a la CIDH, realitzat el dia anterior per la fiscal federal d'Esquel, Silvina Àvila, dirigit al Ministeri de Justícia de la Nació. Clarín va informar erròniament que es tractava de la resposta del govern del president Macri a les Nacions Unides, quan en realitat es tractava d'un informe de la fiscal, en el marc de la intimació a l'Argentina realitzada per la Comissió Interamericana de Drets Humans (CIDH). Clarín també va afirmar que la fiscal «revela que no hi ha elements per considerar a Gendarmeria Nacional com a responsable de la desaparició de Santiago Maldonado», encara que en cap moment la fiscal assegura això, ni es pronuncia sobre la responsabilitat de cap persona, ni institució. La fiscal relata expressament que moltes mesures de prova encara es troben en tràmit i altres «per lògica investigadora no poden ser informades». La fiscal també relata en l'informe que el dia 5 d'agost es va rastrejar el lof amb gossos. En aquesta oportunitat, sempre segons l'informe, els gossos encarregats d'ensumar una eventual presència de Maldonado al lof, «no tornaven cap al sector on van estar els mòbils de la força denunciada sinó que tornaven indeclinablement cap al riu». Continua l'informe relatant que el guia tècnic dels gossos va intentar passar els gossos a l'altra banda del riu Chubut, però que la comunitat maputxe es va oposar per tractar-se d'un lloc sagrat, raó per la qual la comissió judicial va respectar la pauta cultural invocada, en compliment del manament internacional prescrit en el Conveni OIT Nº 169. Per aquesta raó no es va poder «confirmar o descartar que efectivament Santiago hagi creuat aquest cos d'aigua». Pel que fa a la roba utilitzada per seguir el rastre de Maldonado, l'informe explica que els investigadors estaven informats que podia tenir olors d'almenys una altra persona, però que «davant la possibilitat de tenir allí, al lloc dels fets, dues peces, malgrat que estiguessin contaminades però que podien tenir un rastre d'olor del desaparegut, es va decidir utilitzar-les». Pel que fa als testimonis, la fiscal informa que els mateixos no van poder ser judicialitzats, a causa de «la suposada por de ser incriminats o fustigats per les autoritats judicials».
Àvila es va referir també en el seu informe a les demores en què va incórrer la perquisició: 
| « | (castellà) No puedo soslayar que el factor tiempo ha sido una variable que ha atravesado todas las pesquisas, y los esfuerzos no han generado las respuestas inmediatas que necesita el Señor Maldonado en pos de asegurar su integridad física, determinar su paradero y/o dar una expedita respuesta a su familia. | (català) No puc defugir que el factor temps ha estat una variable que ha travessat totes les investigacions, i els esforços no han generat les respostes immediates que necessita el Senyor Maldonado darrere d'assegurar la seva integritat física, determinar el seu parador i / o donar una expedita resposta a la seva família. | » |

El 23 d'agost, la CIDH va dictar la mesura cautelar sol·licitada pels peticionants en els següents termes:
| « | (castellà) 24. La Comisión Interamericana de Derechos Humanos considera que el presente asunto reúne prima facie los requisitos de gravedad, urgencia e irreparabilidad contenidos en el artículo 25 de su Reglamento. En consecuencia, la Comisión solicita al Estado de Argentina que: a) adopte las medidas necesarias para determinar la situación y paradero del señor Santiago Maldonado, con el fin de proteger sus derechos a la vida e integridad personal; y b) informe sobre las acciones adoptadas a fin de investigar los presuntos hechos que dieron lugar a la adopción de la presente medida cautelar. 25. La Comisión solicita al Gobierno de Argentina que informe, dentro del plazo de 10 días, contados a partir de la fecha de la presente resolución, sobre la adopción de las medidas cautelares requeridas y actualice dicha información en forma periódica. | (castellà) 24. La Comissió Interamericana de Drets Humans considera que el present assumpte reuneix prima facie els requisits de gravetat, urgència i irreparabilitat continguts en l'article 25 del seu Reglament. En conseqüència, la Comissió demana a l'Estat de l'Argentina que: a) adopti les mesures necessàries per determinar la situació i parador del senyor Santiago Maldonado, per tal de protegir els seus drets a la vida i integritat personal; i b) informe sobre les accions adoptades per tal d'investigar els presumptes fets que van donar lloc a l'adopció de la present mesura cautelar. 25. La Comissió sol·licita al Govern de l'Argentina que informi, dins el termini de 10 dies, comptats a partir de la data de la present resolució, sobre l'adopció de les mesures cautelars requerides i actualitzi aquesta informació en forma periòdica. | » |

El 2 de setembre va vèncer el termini perquè el govern argentí presentés l'informe ordenat per la CIDH sobre el compliment de les mesures cautelars.

## Les reaccions
Les organitzacions de drets humans de l'Argentina van condemnar el fet de manera generalitzada. El 2 de setembre de 2017, l'ex-magistrat espanyol Baltasar Garzón va afirmar que la desaparició de Santiago Maldonado tenia tota la naturalesa de «desaparició forçada», exigint al govern nacional l'adopció de mesures tendents a recuperar a Maldonado amb vida, atrapar els culpables i apartar la Gendarmeria Nacional de la investigació dels fets.

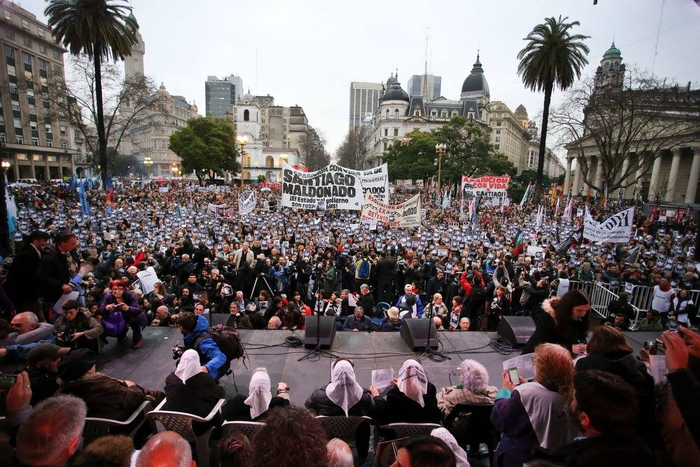
Acte per l'aparició amb vida de Santiago Maldonado

El fet també va ser denunciat per organitzacions internacionals de drets humans, com Amnistia Internacional («Acció urgent: desaparició forçada de Santiago Maldonado en Comunitat Maputxe»), i Human Rights Watch. L'Església catòlica va organitzar, a través del bisbe Fernando Maletti, una missa «per suplicar a Déu davant la falta d'informació» sobre la sort de Santiago Maldonado. Va haver-hi marxes exigint la seva aparició amb vida a Buenos Aires, La Plata, Bariloche i Neuquén capital, on també es va exigir la renúncia de Bullrich. També es van convocar marxes a Mar del Plata, Bahía Blanca, General Madariaga, Mendoza, Malargüe, El Bolsón, Rawson, Viedma, Gualeguaychú i Rosario, i en altres ciutats com Bogotà (Colòmbia), Asunción (Paraguai), Montevideo (Uruguai), Canelones (Uruguai) i Fray Bentos (Uruguai). A Catalunya, diversos argentins van marxar per la plaça de Catalunya de Barcelona per reclamar per Santiago Maldonado. La població es va mobilitzar en diverses oportunitats reclamant al govern l'aparició amb vida del jove desaparegut, incloent una multitudinària marxa a la Plaça de Mayo l'11 d'agost de 2017. El dilluns 21 d'agost es va realitzar la 49a Sessió Ordinària del PARLASUR, en Montevideo, on es va exigir l'aparició amb vida de Santiago Maldonado.
La premsa nacional va tenir reaccions dispars. Els mitjans de comunicació més propers al govern, principalment el Grup Clarín (diari Clarín, Canal 13 i TN) i La Nación, van difondre notícies sobre rumors i denúncies de persones que haurien vist a Santiago Maldonado en llibertat en diverses àrees del país, una eventual falsedat de la denúncia realitzada pels familiars, van criticar la realització de la marxa reclamant la seva aparició durant la jornada de reflexió, i fins i tot van afirmar que el jove desaparegut podria haver estat assassinat pels mateixos maputxes que van organitzar la protesta recolzada per Maldonado. Alguns diaris opositors van qüestionar la cobertura del fet per part de la premsa i els periodistes propers al govern, atribuint-la a «maniobres de distracció», amb la finalitat de «desviar l'atenció», fins i tot després de la multitudinària marxa el diari Clarín va ometre la notícia. La TV pública va censurar el desplegament d'una bandera per demanar «l'aparició amb vida» de Santiago Maldonado, a l'Estadi Pedro Bidegain durant un partit de San Llorenzo.
Diversos mitjans de premsa internacionals, entre ells The New York Times, The Washington Post, la BBC en la seva edició en castellà, Le Monde, El País i El Telégrafo van publicar informació sobre el cas del jove desaparegut. L'àrea de Cultura del municipi de Quilmes va intentar impedir la realització de dues exposicions com a reclam per l'aparició amb vida del jove.
Una sol·licitada emesa el 22 d'agost de 2017 mitjançant la qual es demandava «la immediata aparició amb vida de Santiago Maldonado» va reunir centenars d'adhesions de diverses personalitats, agrupacions i entitats d'Espanya, Bolívia, Mèxic, Xile i Brasil, entre altres països.
El 1r de setembre de 2017, milers de persones es van expressar en actes i mobilitzacions demanant per la seva aparició amb vida. La marxa central es va realitzar a la Plaça de Mayo i va ser convocada per Àvies de la Plaza de Mayo, Mares de la Plaza de Mayo Línia Fundadora, Familiars de Desapareguts i Detinguts per Raons Polítiques, H.I.J.O.S., el Centre d'Estudis Legals i Socials (CELS), la Lliga Argentina pels Drets de l'Home (LADH), i l'Assemblea Permanent pels Drets Humans (APDH), entre d'altres organitzacions. En altres ciutats com Mendoza, Mar del Plata, San Luis, San Juan de la Frontera, Neuquén, Salta, Posadas, Jujuy, Santiago del Estero, Villaguay, Concepción del Uruguay, Gualeguaychú i Concordia es van realitzar actes i mobilitzacions amb el mateix reclam. A les ciutats de Rosario i Córdoba es van realitzar actes amb una concurrència de al voltant de 40.000 persones en cada un d'ells.
També hi va haver protestes a Espanya, Brasil, França, Uruguai, Xile, Mèxic, Àustria i els Estats Units, que es van convocar a través dels xarxes socials. A Londres, San Pablo, Berlín, Montevideo, Rio de Janeiro, Madrid, Barcelona, Sydney, Santiago, Ciutat de Mèxic, Viena, Washington i Nova York, grups de persones van expressar la seva solidaritat amb els reclams per l'aparició amb vida de Santiago Maldonado. A la província de Mendoza, va haver concentracions a les dues principals ciutats: la capital i San Rafael. També es va marcar en bona part de la província d'Entre Rios, amb actes a Paraná, Gualeguaychú, Colón i Concòrdia. Al nord-est, les ciutats de Posadas, Resistència i Corrientes també van sortir al carrer. Va haver-hi marxes a San Miguel de Tucumán i Santiago del Estero. A la Patagònia la gent es va manifestar a San Martín de los Andes, Viedma, El Bolsón, Bariloche, Río Turbio i Ushuaia, entre altres punts. Internacionalment, hi va haver convocatòries a Espanya, Xile, Mèxic, Austràlia i els Estats Units.
El 2 de setembre de 2017, l'exmagistrat espanyol Baltasar Garzón va afirmar que la desaparició de Santiago Maldonado tenia tota la «naturalesa de desaparició forçada».
El 3 de setembre de 2017, el president de la Pastoral Aborigen de la Conferència Episcopal Argentina (CEA), el bisbe Àngel José Macín, va criticar al govern i a certs mitjans de comunicació pels qualificatius utilitzats per referir-se a la comunitat maputxe («terroristes», «poc democràtics», «violents», «entrenats per la ETA, les FARC i els kurds de Turquia »). Monsenyor Macin va sostenir que aquesta forma de referir-se als pobles indígenes «fa molt temps que no es veia en aquest país, (i) ens produeix perplexitat, sorpresa, indignació». El mateix dia. el bisbe castrense Santiago Olivera va expressar la seva preocupació finalitzant un missatge « ... és important que tots unim els sentiments, que on és Santiago Maldonado? Sigui veritablement una resposta del cor ... ».
El 5 de setembre, trenta-sis dies després de la desaparició de Maldonado, diverses organitzacions patronals d'importància, entre les quals es trobaven la Societat Rural Argentina (SAR), l'Associació de Bancs de l'Argentina, l'Associació Empresària Argentina, la Cambra Argentina de la Construcció i l'Institut per al Desenvolupament Empresarial de l'Argentina (IDEA), van reclamar «una ràpida solució» a la preocupació per Santiago Maldonado. El 5 de setembre un vehicle va amenaçar amb atropellar als veïns que estaven realitzant una marxa reclamant l'aparició amb vida de Santiago Maldonado, davant un dels casins d'oficials de la Gendarmería Nacional al Bolson; dies després una ràdio local va ser amenaçada amb ser incendiada per les seves investigacions sobre el Cas Maldonado.
El 18 de setembre, Amnistia Internacional va iniciar una campanya unint-se als reclams per l'aparició de Santiago Maldonado.
El 1r d'octubre, dos mesos després de la seva desaparició, una nova convocatòria va reunir desenes de milers de persones a la Plaça de Mayo i en diferents ciutats argentines. A més de les columnes de diversos partits polítics i associacions o agrupacions socials, entre els concurrents hi va haver un alt predomini de persones que van concórrer de manera individual o en grups familiars, sense estar adherides a cap agrupació social o política. Va haver-hi mobilitzacions a les ciutats de Tandil, Vila Gesell, San Antonio d'Areco, Saladillo, Olavaria, Necochea, Mar del Plata, Mercedes, Zárate i San Nicolás, en ciutats de Còrdova, Santa Fe, Catamarca, Mendoza, La Rioja, Misiones, Neuquén i Santa Cruz, entre d'altres províncies. Valparaíso, Quito, Mont-real, Londres, París, Ginebra, Berlín, Milà, Pisa, Bari, Torí, Pàdua, Palerm i Mòdena. En l'acte, Sergio Maldonado, germà del jove desaparegut, va expressar en el seu discurs: «On són que no els veig als polítics que volen que aparegui el meu germà? On és (Elisa) Carrió, (Maurici) Macri, (Gabriela) Michetti, (Marcos) Peña, (Patricia) Bullrich, (María Eugenia) Vidal? Ja fa dos mesos i mai els vaig veure donant suport». També hi va haver reclams durant el partit entre l'Argentina i l'Equador, durant l'octubre.
Aquest mateix mes, la família de Maldonado va apuntar contra trols del govern de Cambiemos per dur a terme una campanya de defenestració en les xarxes contra la família del jove desaparegut i contra el seu reclam de justícia. Anteriorment, diferents forces polítiques, organitzacions socials i fins periodistes i famosos van denunciar patir atacs diàriament a les xarxes per part del Govern i van acusar Marcos Peña d'haver construït un centre d'atenció telefònica a la Casa Rosada per dur a terme aquestes amenaces a opositors i crítics. La campanya de fustigació per mitjà de trols es va reactivar en ocasió d'un recital d'U2 a la Plata, on el van acusar d'estar a la platea preferencial, malgrat que no va presenciar el recital, ja que després de recol·lectar signatures es va retirar. Sergio Maldonado va ser convidat per la banda, es va acostar a la prèvia de l'espectacle per, al costat d'Amnistia Internacional Argentina, recol·lectar signatures per la demanda d'aparició amb vida del seu germà menor, l'atac va ser coordinat amb l'etiqueta # SergioDondeEstáTuHermano juntament amb el hasthag # LanataSinFiltro. Al mateix temps, el ministre d'Educació de la Nació, Alejandro Finocchiaro, va denunciar als docents que parlaven sobre el cas a les escoles, fins a tal punt que a Santa Fe un docent va parlar de Maldonado a la classe i la policia el va anar a buscar a l'escola per intentar arrestar-lo, la Universitat de Rosario va denunciar que la Gendarmeria va ingressar durant un acte per Maldonado per interrompre sense comptar amb autorització per a ingressar al predi, violant l'autonomia universitaria, el ingrés de la Gendarmeria al predi universitari no va comptar amb l'aval ni l'autorització de cap autoritat judicial ni universitària, tal com ho exigeix l'article 31 de la Llei de Educació Superior 24.52. Per aquesta raó es va presentar una denúncia davant la Fiscalia Federal. En Florencio Varela, vuit policies de Buenos Aires van irrompre a l'escola tècnica 4 de Florencio Varela per fustigar a un docent que havia estat donant la seva classe al voltant del cas Santiago Maldonado, els cops militars i els desapareguts en democràcia. El docent va ser arraconat per la policia per haver parlat de Santiago Maldonado.
A la localitat de San Isidro, governada per Gustavo Posse de Cambiemos, una mestra va ser sancionada per esmentar al jove desaparegut en el Dia Internacional de les Víctimes de Desaparicions Forçades. La senadora nacional del PJ-FpV de Santa Fe, María de los Ángeles Sacnun, va reclamar al govern que expliquès les raons per les quals personal de la Gendarmeria va ingressar a la seu de la Universitat Nacional de Rosario (UNR) quan es desenvolupava una classe pública per demanar per l'aparició amb vida de Santiago Maldonado, en violació a l'autonomia universitària. En la localitat de Moreno, la Gendarmeria Nacional va intervenir en una escola pública que reclamava pel jove desaparegut, els efectius van treure fotografies i van demanar les dades dels menors. El Sindicat Argentí de Televisió va denunciar que durant la matinada del 27 de setembre al canal Telefé, empleats de seguretat van ingressar a les sales de producció, redacció, oficines i illes de postproducció, i es van endur les fotografies impreses amb la imatge de Santiago Maldonado.
A començament d'octubre, un grup de Mares de Plaça de Mayo recorria la Basílica de Luján en el marc de la commemoració pels 40 anys de l'ús del mocador blanc quan la Gendarmeria va ingressar a la Basílica i es va burlar de Mares de Plaça de Mayo que reclamaven per Maldonado al crit de «Segueixin buscant-lo!».
Diferents personalitats del món artístic es van fer ressò dels reclams demanant la seva aparició amb vida, entre ells Bono, Manu Chao, Fito Páez, Lisandro Aristimuño, Ricardo Mollo, La Renga, Ismael Serrano, els periodistes Cynthia García, Víctor Hugo Morales, Roberto Navarro i Jorge Rial, els actors Lola Berthet, Dady Brieva, Alejandra Darín, Nancy Dupláa, Pablo Echarri, Daniel Fanego, Dolores Fonzi, Verónica Llinás, Mercedes Morán, Federica Pais, Juan Palomino, Teresa Parodi, Cecilia Roth, Osvaldo Santoro, Santiago Segura, Martín Slipak, Juana Viale, i els futbolistes Nahuel Guzmán. Diego Maradona,i Jorge Sampaoli,

## Les incidències

### Errors en el nom de Santiago Maldonado
El 5 d'agost de 2017, els mitjans de comunicació van informar que el diari La Jornada de Chubut i la casa d'aquesta província a Buenos Aires van ser atacades per persones que suposadament pertanyien al grup Resistencia Ancestral Mapuche (RAM). En aquesta ocasió els atacants van pintar a les parets de la Casa de Chubut inscripcions reclamant l'aparició de «Sebas, el Lechu». La inscripció va cridar l'atenció d'alguns observadors per utilitzar el nom de «Sebas» (Sebastià) per referir-se a Santiago Maldonado.
La confusió del nom del jove desaparegut a Cushamen, anomenant-lo «Sebastián», va caracteritzar a algunes reparticions oficials i mitjans de comunicació, entre ells l'important diari Clarín, pel fet que el defensor oficial que va interposar l'habeas corpus no coneixia el seu nom exacte i va interposar la mesura en favor de «Santiago Peloso i / o Sebastián Maldonado».
L'incident va generar en alguns observadors suspicàcies sobre els veritables autors dels atacs i pintades a la Casa de Chubut i el diari La Jornada.

### Declaracions del gobernador de Chubut
El 17 de setembre de 2017, el governador de la província del Chubut, Mario das Neves, va realitzar declaracions sobre el cas al programa Toma y Daca, transmès per Ràdio El Mundo. Das Neves va qüestionar les declaracions del jutge de la causa, Guido Otranto, qui aquell mateix dia havia afirmat que el més raonable era pensar que Santiago Maldonado s'havia ofegat al riu Chubut, escapant de la Gendarmeria Nacional.
El governador va manifestar la seva sorpresa per la demora en citar a declarar els gendarmes i va sostenir que «no hi ha manera que tinguin sentit aquelles teories absurdes de l'ocultació i de tantes coses que s'han dit. Després de tot el temps que ha passat, si s'hagués ofegat al riu, ha hagut temps de sobres per trobar-lo».

## Les accions del govern
Al cap d'una setmana després de la desaparició de Santiago, un funcionari del govern de Macri va esmentar el tema per primera vegada, després que la diputada Victoria Donda hagués demanat la interpel·lació de la ministra de Seguretat, Patricia Bullrich. La ministra va delimitar a la Gendarmeria del fet afirmant que «no hi havia indicis que Santiago Maldonado hagi estat al lloc» i va criticar a la comunitat Maputxe. A l'altre dia, després d'haver estat citada al Congrés Nacional per a «donar explicacions» del cas, Bullrich va afirmar que «no es pot catalogar com una desaparició forçada de persona» i va acusar l'oposició de «voler polititzar» el cas.

### L'informe de la ministra Bullrich en el Senat
El 8 d'agost de 2017, la Comissió de Drets Humans de la Cambra de Senadors de la Nació, va citar a la ministra de Seguretat, Patricia Bullrich, per donar explicacions sobre la desaparició de Santiago Maldonado. La ministra no va assistir a la citació de la Comissió de Drets Humans, però es va fer present el 16 d'agost de 2017 a la Comissió de Seguretat i Narcotràfic del Senat, per informar sobre la mateixa qüestió.
En el seu informe al Senat, Bullrich va defensar l'actuació de la Gendarmeria Nacional, afirmant: 
- que no existia cap indici contra aquesta força;
- que els gendarmes que van participar de l'operatiu eren «persones respectades i estimades a la zona» i que «seria una gran injustícia llençar un gendarme o un policia per la finestra»;
- que assumia personalment la responsabilitat per no suspendre preventivament a cap dels gendarmes involucrats, exclamant «¡Me la banco yo!» (em faig responsable!);
- que les camionetes van ser «immediatament» segrestades per la justícia federal, segellades i precintades, després d'iniciada la causa, i que no es van rentar;[205]
- que l'Unimog de la Gendarmeria (en realitat un Eurocargo) no va estar a la zona i que estava a diversos quilòmetres del lloc;
- que la teoria que tenia el govern era que Maldonado havia sigut apunyalat per l'encarregat de l'estància de Benetton (estància Leleque) on es troba la comunitat Pu Lof en Resistència de Cushamen.
- sobre l'actuació de Pablo Noceti, cap de gabinet del Ministeri de Seguretat de la Nació, Bullrich va distingir la participació estratègica de la participació operativa, i ha sostingut que «Noceti va passar pel lloc una vegada que ja s'estaven fent les actuacions, es va baixar de l'automòvil, va saludar la Gendarmeria i va seguir. No va participar, no va donar ordres, no va tenir res a veure amb la part operativa. És un principi que té el Ministeri de Seguretat: nosaltres dirigim l'estratègia, no donem ordres operatives sobre el terreny».[217]

### La declaració del coordinador dePolíticas Públicas de la Jefatura de Gabinete
El 9 de setembre de 2017, un alt funcionari del govern argentí va declarar públicament que segons les dades amb què comptava el govern, el més probable és que un gendarme hagués ferit greument a Santiago Maldonado. La declaració va ser realitzada per Hernán Iglesias Illia, coordinador de Polítiques Públiques de la Prefectura de Gabinet del govern nacional, durant un reportatge realitzat per la ràdio FM La Patriada, durant el qual va dir textualment:
| «                       | (castellà) Lo que más probablemente haya pasado, o lo peor que podría haber pasado es que algún gendarme suelto lo haya, no sé, le haya pegado a Santiago Maldonado y sin saber que lo estaba hiriendo gravemente. La hipótesis, con los datos que hay hoy, (es) que podría haber ocurrido esa hipótesis, la más grave. Pero eso tampoco (sería) parte de un plan del Gobierno. | (català) El que més probablement hagi passat, o el pitjor que podria haver passat és que algun gendarme solt n'hi hagi, no ho sé, li hagi pegat a Santiago Maldonado i sense saber que l'estava ferint greument. La hipòtesi, amb les dades que hi ha avui, (és) que podria haver ocorregut aquesta hipòtesi, la més greu. Però això tampoc (seria) part d'un pla del Govern. | » |
| — Hernán Iglesias Illia | | |   |

Iglesias Illia no va donar precisions sobre la sort que hauria tingut Santiago Maldonado després de ser ferit pel gendarme, segons la seva hipòtesi, ni on s'hauria portat, ni tampoc on es trobaria al moment de la declaració.

### Les declaraciones del president Mauricio Macri
El president de la Nació, Maurici Macri, es va referir per primera vegada al tema deu dies després de la desaparició, per informar que el gabinet treballava «sense parar per intentar veure què és el que va passar». Passat un mes dels fets, Macri va tornar a referir-se al tema per informar concisament que «estem treballant i col·laborant amb la Justícia tot el possible», aclarint que «una altra cosa no es pot fer».
El president Macri no va rebre els pares del jove desaparegut ni va manifestar la seva solidaritat amb els mateixos, actitud que ha estat criticada.

### El bloqueig als experts de les Nacions Unides
A la fi d'agost de 2017, el representant per a Amèrica del Sud de l'Alt Comissionat per als Drets Humans de les Nacions Unides (ACNUDH), Américo Incalcaterra, li va oferir al govern argentí la incorporació a la investigació d'experts internacionals d'aquest organisme. L'oferiment es va realitzar en el marc del Protocol de Minnesota, en cas de possibles execucions il·legals, per garantir la independència de la investigació.
D'acord al tradicional diari La Nación, el ministre de Justícia, Germán Garavano, amb acord de la família Maldonado, va començar a gestionar l'acord de cooperació amb l'ACNUDH, però l'oferiment va ser finalment rebutjat a iniciativa del secretari de Drets Humans, Claudio Avruj, qui va adoptar una postura propera al president Mauricio Macri. La negativa del govern a acceptar ajuda internacional va enfurismar als familiars de Santiago Maldonado, «acabant dinamitar» tota possible relació amb el govern, i va augmentar considerablement els riscos que Argentina pateixi per aquest cas una condemna a la Cort Interamericana de Drets Humans (IDH).

### Les declaraciones de la diputada Elisa Carrió
L'11 d'octubre de 2017, durant un debat entre candidats a les eleccions legislatives de 2017, la diputada nacional i dirigent de l'aliança oficialista Cambiemos, Elisa Carrió, va sostenir que existia un 20% de possibilitats que Santiago Maldonado estigués a Xile. El 17 d'octubre, en ser trobat un cadàver al lloc dels fets, la diputada Carrió va opinar en un programa de televisió que es tractava d'una situació similar a la del cadàver de Walt Disney. Carrió va ser molt qüestionada per les seves declaracions.

### El comunicat de Macri a la mare
El 20 d'octubre de 2017, després que es donés a conèixer que el cos trobat dos dies abans era el de Santiago Maldonado, el president Mauricio Macri es va comunicar amb la mare de Santiago per fer-li saber «l'obstinació del Govern a col·laborar amb la investigació». El ministre de Justícia, Germán Garavano, en una entrevista amb el canal de notícies TN va informar que ell mateix s'havia comunicat amb Sergio Maldonado. Després, el germà de Santiago Maldonado, Sergio, va desmentir al ministre i va declarar que «no cal ser tan hipòcrita» referint-se als polítics de Cambiemos i va descriure l'acció del president com a «caure baix».

## L'espionatge oficial sobre la família Maldonado
El 13 d'octubre de 2017, la advocada Myriam Bregman, patrocinada per Liliana Mazea i Matías Aufieri del Centre de Professionals pels Drets Humans (CeProDH), va denunciar penalment a la Gendarmeria per espionatge il·legal a la família Maldonado i organismes de drets humans.
Segons la investigació que porta el jutge Gustavo Lleral sobre el cas, la Gendarmeria Nacional de l'Argentina va fer tasques d'espionatge a la família de Maldonado, que van ser realitzats dies després de la desaparició del jove argentí, i es van conèixer després d'una troballa en les perícies que es van efectuar als telèfons de membres de la Gendarmeria. Un dels membres de les forces de seguretat que va estar vinculat a l'espionatge va ser el cap d'Esquadró 35 de El Bolsón, Fabián Méndez, que va ser un dels precursors dels atacs repressius contra la comunitat maputxe, on va desaparèixer Maldonado. A Méndez se li va trobar un missatge al seu mòbil del 7 d'agost que deia «Andrea Antico i Sergio Maldonado van estar al Centre Cívic», Igual que un informe que detallava els viatges realitzats per Santiago i els seus éssers més propers, al que se suma un WhatsApp amb moviments sobre la família Maldonado a El Bolsón. Van ser trobats un total de set documents amb informació d'intel·ligència per la Policia Federal argentina, material que va ocupar unes 20 fulles de l'expedient, en el qual es pot corroborar que la Gendarmeria va espiar de manera il·legal a la família Maldonado.

## Les pistes falses
Tant des mitjans de comunicació més propers al govern, principalment el Grup Clarín (diari Clarín, Canal 13 i TN), al costat de La Nació i Infobae, com des del propi govern de Maurici Macri, es van abonar pistes falses sobre els fets i el que li hauria ocorregut a Santiago Maldonado.

### El viatge a Entre Ríos
Després de vuit dies de la desaparició de Santiago, un camioner va afirmar que havia portat a un home semblant a Santiago a la província d'Entre Riós que es traslladava en una bicicleta. Dies després, des de diferents mitjans pertanyents al Grup Clarín es va donar a conèixer un vídeo d'una càmera de seguretat on es veia un home amb característiques similars a Santiago. Les pistes van ser desestimades perquè l'home que es trobava a la filmació de seguretat va aclarir que no es tractava de Santiago sinó d'ell mateix.

### L'assalt en Epuyén
Tant des del govern com des de diferents mitjans de comunicació es va donar a conèixer una suposada hipòtesi segons la qual Santiago hauria pres part d'un assalt el dia 21 de juliol a un terreny de Benetton de la localitat d'Epuyén i va ser ferit pel mateix. La hipòtesi va ser desestimada pels variats testimonis de diferents persones que donaven compte de diferents trobades amb Santiago després d'aquesta data, així com per la comunicació de Santiago a la seva família sis dies després de l'assalt. Posteriorment, l'encarregat del terreny va desmentir aquesta possibilitat.
El 4 de setembre el Jutjat Federal d'Esquel va donar a conèixer el resultat dels estudis genètics realitzats, amb la qual cosa es descarta la hipòtesi que Santiago Maldonado hagi estat la persona ferida en l'episodi, ja que les mostres d'ADN confrontades, aportades per la família de Maldonado, no coincideixen amb la sang trobada en la peça.

### El viatge secret a Xile
Des de diversos mitjans de comunicació propers al govern, es va afirmar que existia la hipòtesi que Santiago hauria viatjat clandestinament a Xile. Aquesta hipòtesi va ser qualificada de molt poc probable a causa de les condicions climàtiques de la zona en ple hivern, i les autoritats policials xilenes van realitzar una recerca exhaustiva sense resultats.

### La col·laboració amb la recerca
Des del govern nacional, en paraules de la ministra de Seguretat, Patricia Bullrich, es va afirmar que no hi ha col·laboració amb la recerca de Santiago, tant per part dels habitants de la comunitat com per part de la família. Es van presentar diferents proves de les col·laboracions de totes les persones vinculades a la víctima.

### Santiago Maldonado en diferents localitats
Diferents mitjans de premsa van difondre informació sobre la presència del jove desaparegut a Mendoza, Salta i a la ciutat xilena d'Osorno.

### Militant de les FARC
Funcionaris del Ministeri de Seguretat van referir en una reunió amb diferents organitzacions de drets humans que existia la hipòtesi que Santiago Maldonado sigui un militant de les FARC que hagi realitzat accions en conjunt amb la RAM i que ara es trobi «en la clandestinitat».

### Asesinat en Xile
El 31 d'agost, un dia abans a la marxa multitudinària, autoconvocada de l'1 de setembre amb motiu de vindicació a l'aparició amb vida de Santiago, van aparèixer rumors des de les xarxes socials assegurant que Santiago Maldonado havia estat trobat mort a Xile. Els rumors, que es van generar en comptes anònimes de Twitter, van ser desmentits ràpidament per periodistes que van corroborar la informació. Va ser tenaçment desactivat la remor quan Interpol va desmentir la mentida.

### Pas a la clandestinitat
Després de caure la teoria de l'encarregat, atès que la confrontació d'ADN va donar negatiu amb la sang de Maldonado, mitjans propers al govern argentí van fer transcendir la hipòtesi anomenada posteriorment «El sacrifici», en què suggereixen que Maldonado podria haver decidit passar a la clandestinitat, amb l'objectiu d'afavorir la posició del lonko maputxe Facundo Jones Huala. Segons aquesta teoria, el jove estava amb vida en Cushamen dues setmanes després de denunciada la seva desaparició i havia iniciat «una vida clandestina en alguna àrea de les més de 1.000 hectàrees ocupades per la gent de la comunitat Pu Lof». Aquesta hipòtesi es va plantejar sobre l'única base del «estrany comportament» dels gossos utilitzats en la recerca.

### Mort accidental
El 17 de setembre, més de 45 dies després de la desaparició, el jutge a càrrec de la causa va afirmar que «La hipòtesi que [Santiago Maldonado] es podria haver ofegat és una de les opcions que em semblen més raonables» i ha considerat poc probable que hagués estat ferit «per un tret a curta distància o una pedra, per un o més gendarmes».
Pocs dies després, especialistes en recerques van descartar aquesta hipòtesi.

### El testimoni E.
El 19 d'octubre, després que s'hagi trobat el cos que després es va confirmar que pertanyia a Maldonado, des de diferents mitjans, com Clarín i La Nación es va esmentar a un testimoni d'identitat protegida, al que van denominar testimoni E, com qui va indicar el lloc on es trobava el cos sense vida. Es va afirmar que el testimoni havia estat «intimidat» per la RAM per tal de mentir en la seva declaració i que després va confessar haver vist a Santiago «perdre's en l'aigua». Sobre el testimoni es va afirmar que va reclamar la recompensa per les dades ofertes per trobar a Santiago Maldonado, també es va afirmar que «es va amagar a la muntanya» després de prestar testimoni. Finalment, el 24 d'octubre el mateix jutge Lleral desmentir les versions plantades per diversos mitjans, afirmant: «No va declarar cap testimoni E ni de cap altra lletra de l'abecedari. Tampoc vaig rebre cap dada precisa per fer el rastreig».